# Fairfield (Nebraska)
Fairfield – miasto w Stanach Zjednoczonych, w stanie Nebraska, w hrabstwie Clay.